# Scutellidium macrosetum
Scutellidium macrosetum is een eenoogkreeftjessoort uit de familie van de Tisbidae. De wetenschappelijke naam van de soort is voor het eerst geldig gepubliceerd in 1975 door Branch.